# Dopesick
Dopesick är en amerikansk dramaserie som hade premiär på Hulu den 13 oktober 2021. Serien består av åtta avsnitt, och är skapad av Danny Strong.

## Handling
Filmen kretsar kring opioidskandalen och Purdue Pharma och deras ansvar för drogepidemin.

## Rollista (i urval)
- Michael Keaton - Dr. Samuel Finnix
- Peter Sarsgaard - Rick Mountcastle
- Michael Stuhlbarg - Richard Sackler
- Will Poulter - Billy Cutler
- John Hoogenakker - Randy Ramseyer
- Kaitlyn Dever - Betsy Mallum
- Rosario Dawson - Bridget Meyer
- Jake McDorman - John Brownlee
- Ray McKinnon - Jerry Mallum
- Cleopatra Coleman - Grace Pell
- Raúl Esparza - Paul Mendelson
- Will Chase - Michael Friedman
- Phillipa Soo - Amber Collins
- Mare Winningham - Diane Mallum
- Meagen Fay - Sister Beth Davies